# Зведена стрілецька бригада «Хижак»
Бригада «Хижак» — зведена стрілецька бригада Департаменту патрульної поліції, що призначена для виконання бойових завдань із відсічі збройної агресії проти України у зоні ведення бойових дій.

## Історія
Зведенений підрозділ в складі патрульної поліції був створений на початку повномаштабного вторгнення збройних формувань РФ на суверенну територію України. 
1 березня 2022 року був створений зведений Загін Департаменту патрульної поліції «Хижак» для силової підтримки Сил безпеки і оборони України в російсько-українській війні. Загін брав участь у боях за Миколаїв, Баштанку, Снігурівку Березнегуватського району, форсував річку Інгулець разом із Збройними силами України.
25 червня 2024 року загін був реорганізований в стрілецьку бригаду, яка має власну піхоту, медиків, роту розвідки, мінометників та різноманітну бойову техніку.
На шевронах підрозділу зображена інопланетна істота із культової франшизи «Хижак» - саме цей персонаж фільму і подарував назву підрозділу.
16 серпня 2023 року, під час українського контрнаступу 2023 року поблизу села Роботине, російський танк атакував позиції бригади, залишивши лише одного вцілілого та кількох загиблих (включно з Артуром Чорноморцем). D У березні 2024 року підрозділ за підтримки 63-ї окремої механізованої бригади знищив російський Т-90 в районі Лиману. 25 червня 2024 року загін офіційно став стрілецькою бригадою, яка має власну піхотну, медичну, розвідувальну, мінометну та допоміжну роти. Наприкінці червня 2024 року бригада брала участь у битві під Часовим Яром. Бригада також брала участь у боях під Лиманом, Сумами та в Серебрянському лісі. У Серебрянському лісі БПЛА бригади вразили важку вогнеметну систему «Солнцепьок», яку потім знищили піхотинці бригади. Бригада також знищила Т-90 29 лютого 2024  та кілька мінометних позицій.  Підрозділ брав участь у боях за Часовий Яр. Особовий склад бригади також був нагороджений за бої в Донецькій області.
Починаючи з жовтня 2024 року бійці бригади тримають оборону м. Торецьк Донецької області та беруть участь у важких боях під час Торецької битви. Місто втратило більшу частину житлової та інфраструктурної забудови. Оборона Торецька є критично важливою для стримування подальшого просування російських військ на напрямку до  Костянтинівки, відстань до якої становить близько 20 кілометрів.
11 листопада 2024 року Бригада патрульної поліції «Хижак» разом з іншими підрозділами Сил оборони знищили бронегрупу росіян біля населеного пункту Неліпівка на Донеччині.
12 лютого 2025 року бригада «Хижак» спільно з воїнами батальйону спеціальних операцій «Еней» та бійцями стрілецьких батальйонів поліції особливого призначення ГУНП у Вінницькій та Кіровоградській областях, що входять до складу об’єднаної штурмової бригади «Лють», провели успішну операцію зі знищення ворожих укриттів у забудові приватного сектора на північних околицях Торецька.
Штурмова група на бронемашині Дозор-Б послідовно зайшла на декілька позицій в сірій зоні та зачистила їх, після чого замінувала саморобними вибуховими пристроями будівлі, де росіяни укривалися та ховали свій боєкомплект. Артилерійську підримку на цьому напрямку забезпечує полк вогневої підтримки «Дніпро-1» бригади «Лють», яку на початку року озброїли самохідними установками 2С22 «Богдана».
22 квітня 2025 року стало відомо, що бригаду «Хижак» Департаменту патрульної поліції України також озброїли САУ 2С22 «Богдана», яку артилеристи бригади успішно використовують на фронті для вогневої підтримки піхоти.

## Озброєння
- 2С22 «Богдана»[10]
- Д-30[11]
- Oncilla[12]

## Втрати
- 22 серпня 2024 — Зеленський Роман Миколайович. 5 червня 1988, м. Кременчук. Старший лейтенант поліції, командир груп аеророзвідки та FPV [13][14].
- 8 січня 2025 — Єрмолов Артур. Капрал поліції[15]
- 16 січня 2025 — Павець Ярослав («Яра»). 26 березня 1993. Старший сержант[16].
- 16 січня 2025 — Сілкін Олексій («Їжак»). Старший лейтенант поліції[17]
- 31 січня 2025 — Хлистун Денис («Сич»). Старший лейтенант поліції[18]
- 31 січня 2025 — Резніченко Сергій. Капітан поліції[19]
- 31 січня 2025 — Чернуха Віталій («Ганс»).[20]
- 10 березня 2025 — Ігор Прокопенко («Коп»)[21]